# Cratere Jama
Jama  è un cratere sulla superficie di Marte.